# Gesaku
El Gesaku (en japonés: 戯作) es un género o escuela alternativos de literatura japonesa, en sentido amplio toda obra literaria alternativa podría considerarse así. Al contrario que sus predecesores, los escritores gesaku no buscan las formas bellas o perfectas en sus obras, sino la aceptación popular. De hecho, cuando algunas de sus obras tienen éxito buscan sus secuelas hasta que el público quiera. Una variedad de ficción gesaku seríaTōkaidōchū Hizakurige de Jippensha Ikku. En el plano histórico, sería el estilo de un grupo de escritores japoneses de finales del período Edo. 